# 平中物語
『平中物語』（へいちゅうものがたり/へいぢゅうものがたり。平仲物語/へいちう物語とも書く）は、平安時代に成立した歌物語。作者や成立年は不詳。主人公の「平中」は、平安時代中期の歌人、平貞文（たいらのさだふみ（さだぶん））を指す。

## 成立
作品末尾の段に「富小路殿の右大臣殿」とあり、藤原顕忠が右大臣となった960年（天徳2年）から彼が死んだ965年（康保2年）までの6年間に原形が成ったと推定される。ただし、敬語法の違いから、末段以外の成立は960年よりもかなり早いと推定される。今井源衛は、平貞文存命中に『貞文集』が成り、その後の編集を経て成立したものと述べた。対して、目加田さくをは平貞文の自作説を説いた。

## 内容
159首の和歌を含む全39段の和歌説話から成る。作中の和歌のうち、99首は平貞文の作である。
『伊勢物語』と同様、統一的な主人公が登場し、恋物語が大多数を占める。一方、『伊勢物語』は在原業平の実像を越えた虚構や仮託が多く見られるのに対して、『平中物語』は平貞文の実像を越えておらず、内容も恋のなげきやあきらめといった消極性が強い。『古今和歌集』や『伊勢物語』に対するパロディと思われる部分も存在する。『伊勢物語』に比べて地文が多いとも言われる。

## 本文
この物語の伝本は現在、静嘉堂文庫の所蔵である「平仲物語」と題された伝冷泉為相筆本しかなく、現在の印刷本はいずれも同写本を底本にしている。中世には異本が存在したようである。
文章は孤本という性質上、誤脱や文章間の飛躍が多く、非常に難解である。短文の連続でテンポが早く、軽快なリズムがあるとも評される。

## 校訂本
- 山岸徳平校註『日本古典全書 平中物語・和泉式部日記・篁物語』朝日新聞社 1959年（昭和34年）。
- 萩谷朴校註『平中全講』赤堤居私家版、1959年（昭和34年）、のち同朋舎出版より復刊。1978年（昭和53年）。
- 萩谷朴校註『平中物語』角川文庫、角川書店、1960年（昭和35年）。
- 遠藤嘉基校注『日本古典文学大系 77 篁物語 平中物語 浜松中納言物語』岩波書店、1964（昭和39年）5月。
- 片桐洋一ほか校注・訳『日本古典文学全集 8 竹取物語 伊勢物語 大和物語 平中物語』小学館、1972年（昭和47年）12月。 ISBN 4-09-657008-7
- 目加田さくを校注・訳『平仲物語』講談社学術文庫、講談社、1979年（昭和54年） ISBN 978-4-06-158427-3
- 清水好子校注・訳『新編日本古典文学全集 12 竹取物語 伊勢物語 大和物語 平中物語』小学館、1994年（平成6年）12月。 ISBN 4-09-658012-0